# Hartmut Michel
Hartmut Michel (Ludwigsburg, 1948. július 18. –) német biokémikus. 1988-ban kémiai Nobel-díjjal tüntették ki, Johann Deisenhoferrel és Robert Huberrel megosztva, „a fotoszintetikus reakció központ 3 dimenziós felépítésének meghatározásáért”.

## Életrajz
A baden-württembergi Ludwigsburgban született, a Németország szövetséges megszállása alatt, 1948. július 18-án, Karl és Frieda Michel idősebbik fiaként. Felmenői generációk óta ezen a területen éltek, főként földművelőként. A kötelező katonai szolgálat után a Tübingeni Egyetemen biokémiát tanult.
1977-ben a Würzburgi Egyetemen doktorált.
1986-ban habilitált a Müncheni Egyetemen.
1987-től a frankfurti Max Planck Biofizikai Intézet (MPIBP) igazgatója.
1995-ben a Leopoldina Német Természettudományos Akadémia tagja lett.